# Santana (formație)

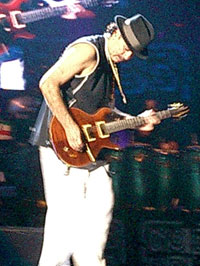
Carlos Santana 2003

Santana este o formație de muzică rock ce constă într-un număr flexibil de muzicieni care îl acompaniază pe Carlos Santana încă de la sfârșitul anilor '60. Ca și însuși Santana, formația este cunoscută pentru popularizarea rockului latin în toată lumea. Grupul a câștigat 8 premii Grammy și 3 premii Grammy Latine, toate fiind acordate în 2000. Carlos a câștigat de asemenea două premii Grammy ca artist solo în 1989 și 2003.

## Discografie

### Albume de studio
- Santana (august 1969)
- Abraxas (septembrie 1970)
- Santana III (septembrie 1971)
- Caravanserai (11 octombrie 1972)
- Welcome (9 noiembrie 1973)
- Borboletta (octombrie 1974)
- Amigos (26 martie 1976)
- Festival (ianuarie 1977)
- Inner Secrets (octombrie 1978)
- Marathon (septembrie 1979)
- Zebop! (aprilie 1981)
- Shangó (august 1982)
- Beyond Appearences (februarie 1985)
- Freedom (februarie 1987)
- Spirits Dancing in the Flesh (iunie 1990)
- Milagro (mai 1992)
- Supernatural (15 iunie 1999)
- Shaman (22 octombrie 2002)
- All That I Am (31 octombrie 2005)

### Alte lansări
- Lotus (mai 1974 - live)
- Greatest Hits (iulie 1974 - compilație)
- Moonflower (octombrie 1977 - studio/live)
- Viva Santana! (august 1988 - compilație)
- Sacred Fire: Live in South America (19 octombrie 1993 - live)
- Live at the Filmore 1968 (1997 - live)
- tropical Spirits Part I and II (2000)
- The Very Best of Santana (Live in 1968) (2007 - live)
- Multi-Dimensional Warrior (14 octombrie 2008 - compilație)
- The Woodstock Experience (30 iunie 2009 - live)

## Membrii
- Carlos Santana (n. 1947) - chitară, voce (1967-prezent)
- David Brown (1947-2000) - chitară bas (1967-1971; 1973-1976)
- Gregg Rolie (n. 1947) - voce, claviaturi, orgă (1967-1971)
- Tom Fraser - chitară (1967-1968)
- Gus Rodriguez - chitară bas (1967)
- Danny Aptos - baterie (1967)
- Rod Harper - baterie (1967-1968)
- Mike Carabello (n. 1947) - tobe conga (1967; 1969-1971)
- Marcus Malone - tobe conga  (1967-1969)
- Bob Livingston - baterie (1968-1969)
- José Areas (n. 1946) - percuție (1969-1980)
- Michael Shrieve (n. 1949) - baterie (1969-1974; 1988)
- Francisco Aguabella (1925-2010) - tobe conga (1969-1971)
- Neal Schon (n. 1954) - chitară (1971-1972)
- Tom Rutley - chitară bas (1971-1972)
- Rico Reyes - percuție (1971; 1972)
- Victor Pantoja - percuție (1971)
- Coke Escovedo (1941-1986) - percuție (1971-1972)
- Pete Escovedo - percuție (1971; 1977-1979)
- Tom Coster (n. 1941) - claviaturi (1972-1978; 1983; 1986)
- Richard Kermode - claviaturi (1972-1973)
- Doug Rauch (1950-1979) - chitară bas (1972-1973)
- Buddy Miles (1947-2008) - baterie, voce (1972; 1986; 1987)
- James "Mingo" Lewis - tobe conga (1972)
- Armando Peraza (n. 1924) - tobe conga, bongos (1972-1975; 1977-1990)
- Doug Rodrigues - chitară (1972-1973)
- Leon Thomas (1937-1999) - voce (1973)
- Leon Patillo (n. 1947) - voce, claviaturi (1973-1979)
- John McLaughlin (n. 1942) - chitară (1973)
- Evan Thur - voce (1974-1975)
- Leon "Ndugu" Chancler (n. 1952) - baterie (1974-1976; 1988)
- Jules Broussard - saxofon (1974-1975)
- Greg Walker - voce (1975-1976; 1976-1979; 1983-1985)
- Luther Rabb - voce (1976)
- Joel Badie - voce (1976)
- Byron Miller - chitară bas (1976)
- Pablo Telez - chitară bas (1976-1977)
- Gaylord Birch (1946-1996) - baterie (1976; 1991)
- Graham Lear (n. 1949) - baterie (1976-1984)
- Raul Rekow - tobe conga, percuție (1976-prezent)
- Miles Davis (1926-1991) - trompetă (1976)
- David Margen - chitară bas (1977-1982)
- Chris Rhyne - clavituri (1978-1979)
- Chris Solberg - chitară (1978-1980)
- Russell Tubbs - flaut (1978)
- Alex Ligertwood (n. 1946) - voce, chitară (1979-1983; 1984-1985; 1987; 1989-1991; 1992-1994)
- Alan Pasqua (n. 1952) - claviaturi (1979-1980)
- Richard Baker - claviaturi (1980-1982)
- Orestes Vilató (n. 1944) - percuție (1980-1987)
- Keith Jones - chitară bas (1983-1984; 1989)
- David Sancious (n. 1953) - claviaturi (1984)
- Chester C. Thompson (n. 1948) - baterie (1984)
- Chester D. Thompson - claviaturi (1985-2009)
- Alphonso Johnson (n. 1951) - chitară bas (1985-1989; 1992)
- Oscar Cozens - baterie (1985-1987)
- Sterling Crew - claviaturi (1986)
- Walfredo Reyes - baterie (1989-1991; 1992-1993)
- Benny Rietveld - chitară bas (1990-1992; 1997)
- Tony Lindsay - voce (1991; 1995-prezent)
- Billy Johnson - baterie (1991; 1994-1996; 2000-2001)
- Karl Perazzo - percuție (1991-prezent)
- Myron Dove - chitară bas (1992-1996)
- Oran Coltrane - saxofon (1992)
- Vorriece Cooper - voce (1993)
- Jorge Santana (n. 1951) - chitară (1993-1996)
- Rodney Holmes - baterie (1993-1994; 1997-2000)
- Alex Jackaman - trompetă (1993)
- Lawrence Rogers - claviaturi (1994-1998)
- Tommie Bradford - baterie (1994)
- Curtis Salgado (n. 1954) - voce (1995)
- Ifrab Musflyleng - voce (1995)
- Alec Evans - chitară (1997-1999)
- Chris DiNoia - chitară bas (1997-1999)
- Horacio "El Negro" Hernandez (n. 1963) - baterie (1997)
- Ricky Wellman - baterie (1997)
- Dennis Chambers (n. 1959) - baterie (2004-prezent)
- Tommy Anthony - chitară (2005-prezent)
- Chris Schwegler - chitară bas (2006-prezent)
- Victor Lasic - voce (2010-prezent)
- Freddie Ravel - claviaturi (prezent)